# حفاظت از خرس

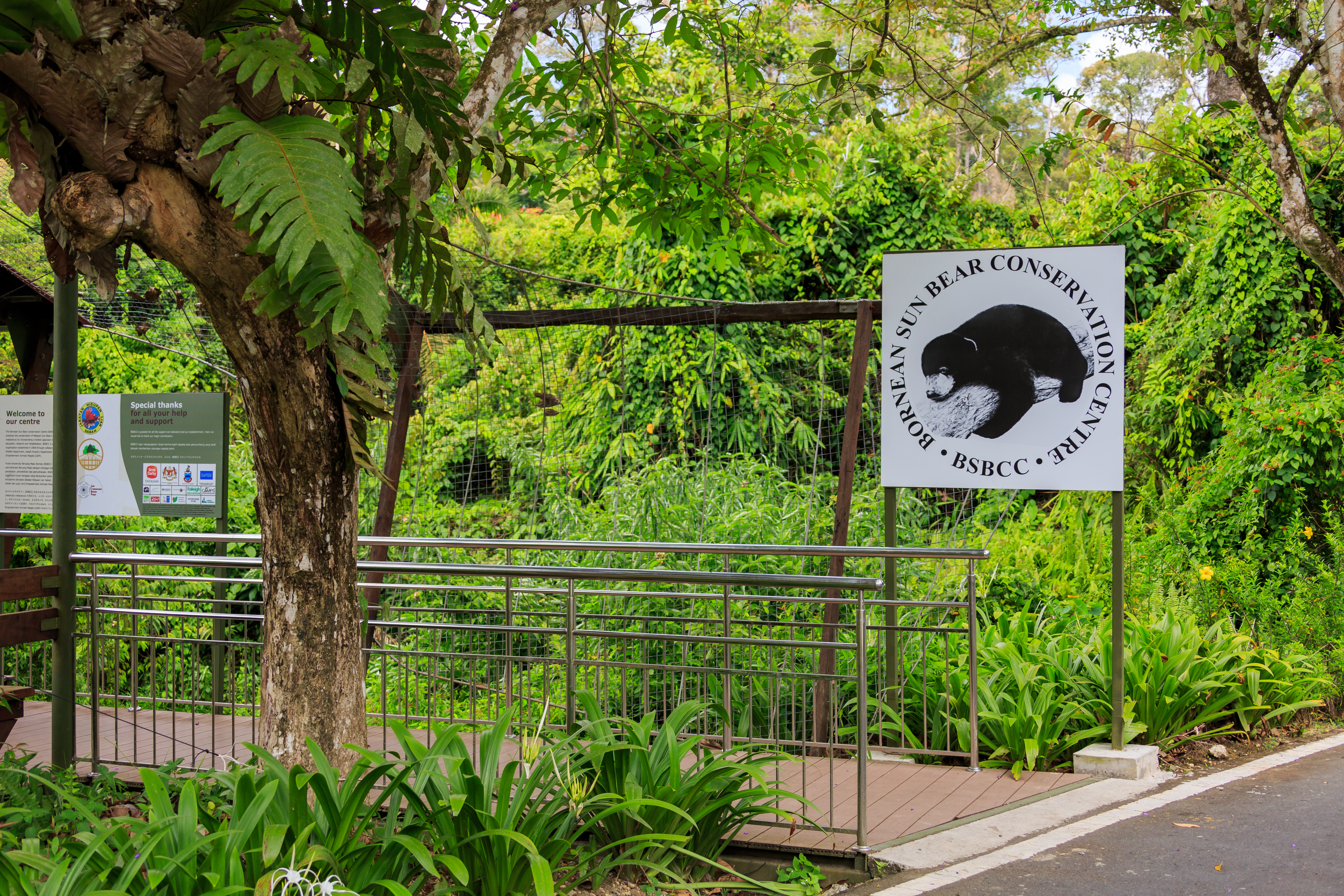
مرکز حفاظت از خرس‌های بورنئو در مالزی

حفاظت از خرس‌ها به مدیریت خرس‌ها و زیستگاه‌های آنها با هدف جلوگیری از انقراض این حیوانات اشاره دارد.
خرس‌ها از بسیاری جهات با تهدیدهای جدی روبرو هستند که بیشتر آنها به دلیل فعالیت‌های انسانی است. چه غیرمستقیم، مانند تجاوز انسان به زیستگاه‌های طبیعی آنها به دلیل کشت محصولات کشاورزی، جنگل‌زدایی یا برداشت چوب، و چه مستقیماً از طریق کشتن آنها برای حفاظت از اموال یا برای شکار تروفه، یا برای استفاده از آنها برای ساخت داروهای اولیه و داروهای تقویت قوای جنسی.

## مدیریت
کریستوفر سروین، از خدمات ماهی و حیات وحش ایالات متحده، در مقاله‌ای که در هشتمین کنفرانس انجمن بین‌المللی خرس در مورد تحقیقات و مدیریت خرس، در ویکتوریا، بریتیش کلمبیا، کانادا، در سال ۱۹۸۹ ارائه شد، اظهار داشت که
تلاش‌های حفاظتی در مورد خرس‌ها باید مبتنی بر اطلاعات دقیق زیستی و آگاهی از نیازهای زیستگاهی این گونه باشد. حتی زمانی که داده‌های زیستی مورد نیاز در دسترس هستند، اجرای تلاش‌های حفاظتی نیازمند تعهد مؤثر دولت و در نظر گرفتن نیازهای مردم محلی در حفاظت از خرس‌ها است. اجرای مدیریت و آموزش عمومی همچنان بزرگ‌ترین چالش‌ها در حفاظت از خرس‌ها هستند.

## همکاری بین‌المللی
به گفته سروهین، تلاش‌های حفاظت از خرس‌ها از مدیریت فشرده و بسیار سازمان‌یافته خرس گریزلی در ایالات متحده تا مدیریت‌های کوچک‌تر در کشورهای آسیایی متغیر است. با این حال، از سال ۲۰۰۴ سازمان غیرانتفاعی «خرس‌ها را آزاد کنید» (FTB) در کنار آموزش جوامع محلی، برای نجات خرس‌ها در آسیا تلاش می‌کند. آنها به مبارزه با تجارت غیرقانونی خرس‌ها در حیات وحش کمک می‌کنند و اغلب خرس‌های نجات‌یافته را به پناهگاه‌های درجه یک جهانی منتقل می‌کنند. این برنامهٔ اختصاصی نه تنها برای کاهش تجارت غیرقانونی و شکار خرس‌ها در منطقهٔ آسیا، بلکه برای سایر نقاط فقیر و خطرناک جهان نیز تلاش می‌کند.

## فهرست سرخ آی‌یوسی‌ان
به جز خرس قهوه‌ای (Ursus arctos) و خرس سیاه آمریکایی (U. americanus)، شش گونه دیگر خرس طبق به جز خرس قهوه‌ای (Ursus arctos) و خرس سیاه آمریکایی (U. americanus)، شش گونه دیگر خرس طبق فهرست سرخ آی‌یوسی‌ان در معرض تهدید هستند، از جمله:
- پاندای غول‌پیکر (Ailuropoda melanoleuca)
- خرس قطبی (U. maritimus)
- خرس عینکی (Tremarctos ornatus)
- خرس سیاه آسیایی (U. thibetanus)
- خرس تنبل (Melursus ursinus)
- خرس آفتاب (Helarctos malayanus)

با این حال، حتی گونه‌هایی مانند خرس قهوه‌ای که کمترین نگرانی در مورد ان‌ها وجود دارد نیز در برخی کشورها یا مناطق فراتر از محدوده پراکندگی خود در آمریکای شمالی، بخش‌هایی از اروپا و اتحاد جماهیر شوروی سابق در معرض خطر انقراض محلی قرار دارند.
روند کاهش یا انقراض خرس قهوه‌ای در اروپا به خوبی مستند شده است. با انقراض آنها در دانمارک حدود ۳۰۰۰ سال قبل از میلاد، در بریتانیای کبیر در قرن دهم، در آلمان شرقی در ۱۷۷۰، در بایرن در ۱۸۳۶، در سوئیس در ۱۹۰۴ و در آلپ فرانسه در ۱۹۳۷ آغاز شد.

## تغییرات منطقه‌ای
اگرچه قرار گرفتن خرس قهوه‌ای در فهرست سرخ آی‌یوسی‌ان در سال ۲۰۰۶ به جمعیت جهانی آنها اشاره دارد، واقعیت این است که جمعیت‌های محلی به‌طور فزاینده‌ای در حال کمیاب شدن هستند. و همان‌طور که خود فهرست سرخ اضافه می‌کند
کمترین نگرانی همیشه به این معنی نیست که گونه‌ها در معرض خطر نیستند. گونه‌های رو به کاهشی وجود دارند که به عنوان کمترین نگرانی ارزیابی می‌شوند.

### اسپانیا
وزارت محیط زیست اسپانیا، خرس قهوه‌ای را در فهرست گونه‌های در معرض خطر انقراض در اسپانیا قرار داده است. بر اساس مقاله‌ای که در دسامبر ۲۰۰۷ در روزنامه ملی اسپانیایی منتشر شد، از سال ۲۰۰۰، هشت خرس قهوه‌ای، یا با طعمه مسموم شدند یا به صورت غیرقانونی در کوه‌های کانتابری شکار و کشته شده‌اند. جمعیت خرس‌های قهوه‌ای کانتابری در سال ۲۰۰۷ حدود ۱۷۰ قلاده تخمین زده می‌شود که بین ۱۴۰ قلاده در بخش غربی و ۲۵ تا ۳۰ قلاده در بخش شرقی تقسیم شده‌اند.